# ニムルドの王妃の墓

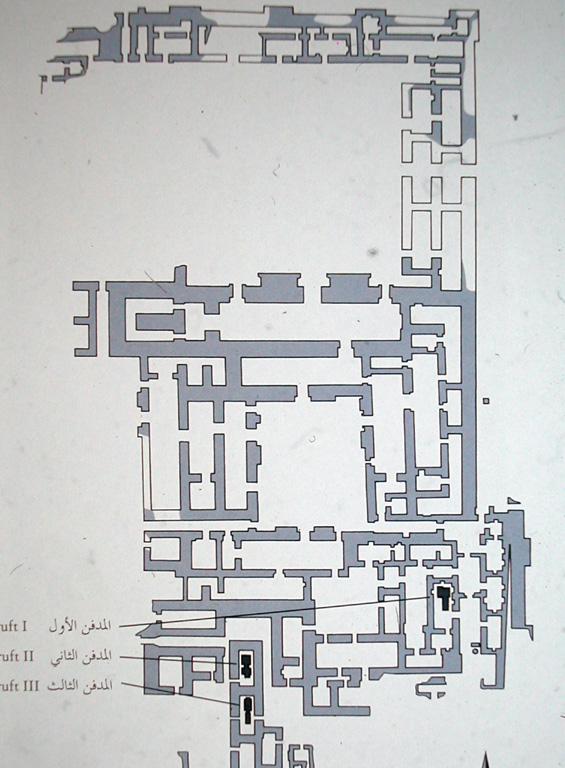
アッシュル・ナツィルパル2世の宮殿（北西宮殿）の平面図。王妃の墓の位置が示されている。

ニムルドの王妃の墓（ニムルドのおうひのはか、Queens' Tombs at Nimrud）は古代メソポタミア地方にあったアッシリアの都市ニムルドの遺跡でムザヒム・フセイン（Muzahim Hussein）によって発見された4基の墓である。かつて新アッシリア帝国の首都であったニムルド（『旧約聖書』の名前Calah、および古代名Kalhuからカルフとも呼ばれる）は現在の北部イラク、ティグリス川の東岸に位置していた。ニムルドは前9世紀にアッシュル・ナツィルパル2世の下でアッシリア帝国の2番目の首都となった。アッシュル・ナツィルパル2世はニムルド市を拡張し、アッシリアにおける最も重要な建築的業績の1つである北西宮殿（bētānu）をこの街に建設した。この宮殿は、新アッシリア帝国の王たちが建設した宮殿の中でも最初のものであり、後の宮殿のひな形となった。1988年に北西宮殿で行われていた発掘調査において、宮殿の南部の内翼（domestic wing）から複数の王妃の墓が発見された。発見された4つの墓すべてが前9世紀と前8世紀のものであり、主として泥レンガ、焼成レンガ、石灰岩で作られていた。これらはメソポタミアの建築において一般的な部材である。王妃の墓およびそれを内包する北西宮殿の建築から、アッシリア帝国の建築技術についての歴史学的な知識が得られている。王妃の墓から発見された最も特筆すべき品々として数百点の装身具、陶器、衣服、粘土板などが挙げられる。新アッシリア帝国の職人が造り上げたこれらの製品により、新アッシリア帝国の金細工技術について知ることができる。それぞれの墓は、埋葬されるべき王妃が死去する前から建設が始められた。王妃の墓の建設活動はアッシュル・ナツィルパル2世治世下の前9世紀に始まり、シャルマネセル3世の治世まで続いた。

## 発見と発掘

### 北西宮殿
ニムルドにおける発掘は、1840年代にオースティン・ヘンリー・レヤードによる都市遺構の発見によって始まった。1940年代と1950年代を通じて、イラク英国考古学研究所の後援の下、イギリス人考古学者マックス・マローワンがこの都市の発掘を指揮した。マックス・マローワンはその発掘を通じて、ニムルドの地形図作成に多大な貢献をした。マローワンによる発掘では北西宮殿の南部分も調査され、1951年にそこで「ハレム区画（Harem Quarters）」とよばれる区画が、部屋番号DD（room DD）の下から発見された。彼は鉄器時代（前8世紀）の女性が埋納された棺も発見した。しかし、マローワンは北西宮殿の南部分の焼成レンガで舗装された床の下は調査しなかった。

### 王妃の墓の発見
1980年代後半、イラク考古省がニムルドの北西宮殿の発掘を開始し、4基の王族女性の墓を発見した。マローワンが棺を発見したのとほぼ同じ区画で、ムザヒム・マフムード・フセイン（Muzahim Mahmoud Hussein）とそのチームは北西宮殿の南部分のレンガ床が妙な角度で突き出ていることに気付いた。床の舗装が取り除かれると、第1の墓（Tomb I）が発見された。これがフセインによって北西宮殿内の地下から発見された、密閉された4つの墓の中で最初のものであった。これらの墓には新アッシリア帝国の王族女性の遺体（碑文、印章、装飾品から特定されている）が埋納されていたのみならず、アッシリア文化と工芸技術の新たな知見をもたらす貴重なジュエリー、装飾品、陶器が納められていた。

### 障害
発見以来、王妃の墓のデータの識別・記録・保存には常に障害が付きまとった。このような困難の原因のいくつかはその古さからきている。墓は古代のうちの再埋葬や略奪によって、元々のドレスや遺体と遺品の配置はわからなくなってしまっている。例えば、第2の墓（Tomb II）では、最初の遺体が埋葬されてから20-50年後に二人目の王妃がその上に横たえられ、これによって一人目の王妃の遺体と装飾品は元々の位置から移動した。同様に第3の墓（Tomb III）の主棺は発見時には空であり、骨の断片1つとビーズ1つだけが残されていた。しかし、他の3つの棺は人骨の断片が前室から発見されている。こうした特殊な棺の配置や主棺の遺体または遺品の欠如から、恐らく古代のうちにこの墓が略奪され遺体や遺物が動かされたことがわかる。
発掘隊は第1の墓と第4の墓（Tomb IV）を注意深く発掘した。しかし、安全上の問題のために第2の墓と第3の墓の発掘は慌ただしいものとなった。このため、寸法、発見位置、写真、詳細な説明が漏れた場合がある。加えて、これらの遺品が現在、イラクのどの倉庫に保管されているのか不明であるため、こうした情報を再確認することはできなくなっている。さらに、この急ピッチの発掘のうえに、発掘隊は予算削減と物資の欠乏、1980年代のイラン・イラク戦争の勃発とその後の制裁による資金不足にも直面した。こうした苦境は湾岸戦争でも続いた。
墓から発見された遺品の保存にまつわる困難は発掘終了で終わることは無かった。王妃の墓から発見された重要な遺物はバグダードの中央銀行の金庫室に保管された。残念なことに、これらの遺品が保管された後、中央銀行は二度の爆撃を受けた。1度目の爆撃は1991年に始まり、再度の爆撃は2003年のアメリカ軍の侵攻の間に行われた。奇跡的に、これらの爆撃を経ても金庫室は生き残ったが、2度目の爆撃によって引き起こされた浸水の結果、遺品の多くは修復不能なほどの損傷を被った。さらに、イラク博物館とモースル博物館に保管されていた、重要性のあまり高くない遺物も、イラク戦争の最中に略奪され、その多くが所在不明のままである。
2003年の4月10日-12日から、国家考古遺産委員会（the State Board of Antiquities and Heritage、SBAH。イラク国立博物館と同じ使節内に設置され、同博物館を管理する）が略奪された。この事件は組織的・文化的記憶の悲惨な破壊であり、多くの考古学的発見が想像を絶する規模で失われた。略奪者たちは建物に放火を試みる際に器具や遺品を破壊し記録を焼いた。略奪の余波を受けて、全米人文科学基金（NEH）などの組織が破壊された情報や原稿の復元のための資金提供を行った。この資金提供を受けたプロジェクトの一つによってフセインが記録した王妃の墓に関するオリジナルの原稿が再出版された。このオリジナルの原稿は2000年の制裁による印刷物資の欠乏のために変色し不適切なフォーマットで印刷されていた。復刻によって新たな情報が加えられ、更なる情報と図面が記載されて過去版の補正が行われた。
略奪と違法取引は現在も続いており、王妃の墓の遺跡とその遺品の保存と安全維持に深刻な脅威を与えている。2010年、著名な個人オークション・ハウスであるクリスティーズ・ニューヨークは、ニムルドの王墓から発見された考古学的遺物の一部であることが判明したことから、イヤリングの出品を撤回した。

### 社会からの評価
王妃の墓の発見は当初、Time紙でフルカラー見開きで掲載されるなど大きく報道されたが、次第に関心は目前に迫る湾岸戦争へと移っていった。さらに、元々の報告はほぼアラビア語でイラク国内で行われており、国際的な禁輸措置のために西側からのアクセスが困難であった。このために、この王妃の墓に対する学界の注目は限定的なものとなった。
ニムルドの王妃の墓は「20世紀後半における最も重要な考古学発見の1つ」であるが、戦争の混乱と言語的障壁のために西側ではしばしば見過ごされ過小評価された。

## 墓

### 概要
王妃の墓はアッシュル・ナツィルパル2世とその息子、シャルマネセル3世によって、北西宮殿の住居棟（the residential wing）の下に、埋葬すべき王妃の生前から建設された。2018年1月現在、埋葬用の衣服（dress）や副葬品を完備した新アッシリア時代の王族の埋葬施設としては、この王妃の墓が唯一の発見例であり、新アッシリア時代の王室の埋葬手順を理解する上で極めて重要なものである。同様のアーチ天井を持つ墓と埋葬地は、アッシュル市やティル・バルシプ（Til Barsip）、そしてニムルドの他の居住地の地下でも王族のものと民衆のもの双方が発見されている。こうした他の場所の遺跡からは、その富や地位を反映した副葬品や装飾品を死者に与える習慣があったことが示されている。
墓自体は泥レンガや焼成レンガなど、様々な種類のレンガを主として構築されている。ヴォールト天井を持ち、この天井部は焼成レンガで作られている。石と大理石の平板で墓は封印されていた。
この王妃の墓の発見と発掘によって、新アッシリア時代の王室の埋葬儀礼や新アッシリア時代の家庭生活、社会構造、身体的健康、日々の生活についてユニークかつ多様な知見がもたらされた。
4つの墓は個人的な品々で満たされていた。その多くは貴重な材料で作られ、はるか西方の外国の地域から来たものであった。このような外国製品は王妃たち自身の「持参財（bridal wealth）の一部」として入手または持ち込まれたのであろう。これら遠隔地の品々はアッシリア帝国の力のおよぶ範囲と戦略的な王室の結婚の重要性を示している。どの王妃がどの墓に埋葬されたか、また同様に彼女たちの名前といった詳細は幾分不明瞭である。これについては限られた情報しかなく、その結果として多くの矛盾した見解がある。しかしながら、埋葬された女性の名前とその遺体が誰のものであるかを示すいくらかの史料が存在する。さらに、この墓とその碑文から、それまでは歴史記録に現れていなかった王族女性が知られている。
王妃の墓に埋葬されていた女性たちは以下の可能性が高いとみられている。
- ムリッス・ムカンニシャト・ニヌア：アッシュル・ナツィルパル2世（在位：前883年-前859年）の王妃。彼女の墓は部屋番号57（Room 57）にあった。
- イアバ（英語版）：ティグラト・ピレセル3世（在位：744年-前727年）の王妃。
- バニトゥ（英語版）：シャルマネセル5世（在位：前726年-前722年）の王妃。
- アタリア（英語版）：サルゴン2世（在位：前721年-前705年）の王妃。
- ハマ：シャルマネセル4世（在位：前782年-前773年）の歳若い王妃。彼女の豪華な金製スタンプ印章が第3の墓から発見された[5]。

ニムルドで発見されたこれらの墓は現代の英語では"Queens' Tombs"と一般的に言及されるが、そこに埋納されたアッシリアの王族女性たちは現代的な意味合いでの「女王（queen）」とはみなされていなかったことに注意することが重要である。アッカド語で王を意味する単語はシャル（šarru）であり、ここから女王を意味する単語はシャラトゥ（šarratu）であった。だが、šarratuという単語は女神に対してのみ使用された。アッシリアの「女王（queen）」たちは夫の共同統治者ではなかったため、šarratuという称号で呼ばれることはなかった。王族の女性、その代表的な存在である王の妻はšarratuではなく、sēgalluないし「宮廷夫人」と呼ばれた。新アッシリア帝国の王妃（queens）は正妃ではなく、「内なる領域の支配者」としての宮廷内の役割を担っていた。この区別が、彼女たちがアッシュルの王の傍らではなく、宮殿（bētānu）の床下に埋葬された理由であった。彼女たちは生前と死後いずれにおいても宮殿の内なる部分を支配したのである。これは王たちの役割とは異なっていたが、それでもなお宮廷において非常に重要なものであった。

### 第1の墓
第1の墓はマローワンがroom MMという文字でラベルをつけた北西宮殿の部屋の地下で発見された（彼自身がその地下を調査することはなかった）。焼成レンガで作られたヴォールト天井が最初に見つかった。そのレンガ壁には楔形文字の碑文があった。この碑文は「世界の王、アッシュルの地の王、アダド・ニラリ（2世）の息子である世界の王、アッシュルの地の王、トゥクルティ・ニヌルタ（2世）の息子である世界の王、アッシュルの地の王、アッシュル・ナツィルパルの宮殿」と読める。アッシュル・ナツィルパルは確実にこの宮殿を建設したアッシュル・ナツィルパル2世のことであり、またこの焼成レンガは過去の建築の再利用品である可能性がある。このアッシュル・ナツィルパル2世の碑文から埋葬者の1人は彼の妻である可能性が暗示されているが、レンガが再利用品であるならばそうとは限らない。
石棺（サルコファガス）に埋葬されていた女性は死亡時50代前半であり、恐らくは王族の血統に連なっていたと思われるが、低い地位にあったか、夫が既に死去していた前王妃であり、死亡時には宮廷夫人（sēgallu）としての地位にはなかったかもしれない。この説は、彼女の副葬品が豪華ではあるものの、他の墓に比べると見劣りするものであることからも裏付けられる。石棺はテラコッタで作られており、陶器の蓋がされていた。墓の入り口の封鎖には泥レンガ、焼成レンガ、そして大理石が使用されていた。考古学的発見の大部分は石棺の中から見つかった。

### 第2の墓

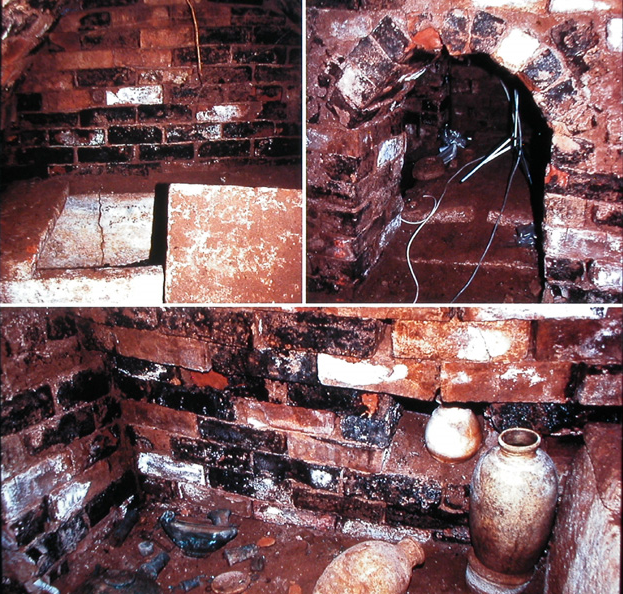
第2の墓内部の写真。

この墓が発見された際の発掘は1989年に始まり、この時に考古学的な識別用のラベルの付け方が文字から番号に変わった。フセインは別のヴォールト天井の部屋（Tomb II）を部屋番号44、49、51、59のそばで発見した。この部屋も焼成レンガと石でできており、床は大理石の平板で、恐らく鉄の棒で固定されていたであろう2枚の石製平板で閉鎖されていた。
方解石で作られたバスタブ型の石棺（サルコファガス）が埋葬室の北端から発見された。中には2名の女性の遺体が入っており、両者とも30代前半で、片方がもう一人の上に横たわっていた。この2人は1世代ほど隔たっている。上部の遺体は身に着けていた品々からサルゴン2世の王妃アタリアであると特定された。粘土板1枚と2つの金製容器（bowls）から、もう1人の遺体は「ティグラト・ピレセルの王妃」（イアバ）であるように見えるが、別の金製容器と化粧箱には「シャルマネセルの王妃バニトゥ（Banītu）」と刻まれている。この2つの名前についてはいくつかの説がある。バニトゥの碑文はアッカド語で書かれており、「バニトゥはイアバ（Yabâ）のアッカド語訳であり両者は同一人物である可能性がある。西セム語の名前は外国の出身で新アッシリア時代には一般的な国際結婚であったことを意味するかもしれず、あるいは人気のある名付けの流行であった可能性もある。この王妃が非アッシリアの出自を持つことは、その墓から、恐らく持参財であると見られる多くの外国製品が見つかっていることから説明できる。ただし、これらの品々が贈答品や貢納品として取得されたものである可能性もある」。

### 第3の墓

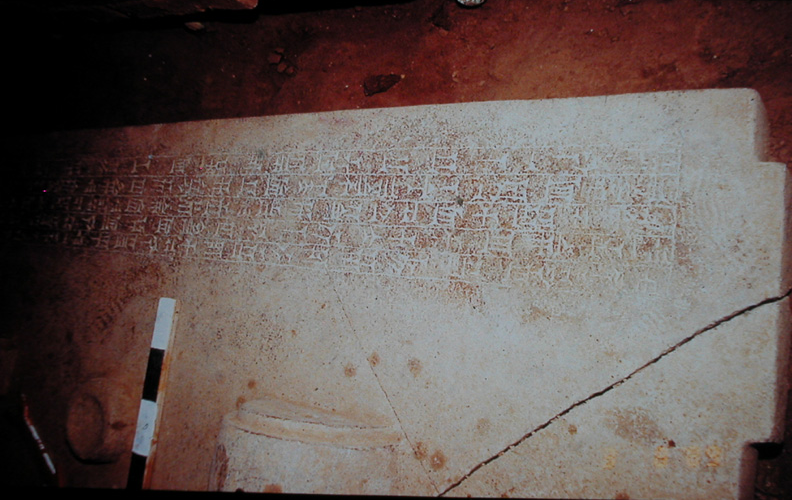
第3の墓の石棺の蓋

部屋番号57の床下から、フセインとそのチームによって3つ目の焼成レンガ製ヴォールト天井を覆う石灰岩の平板が発見された。墓の焼成レンガにはアッシュル・ナツィルパル2世だけではなくシャルマネセル3世によって刻まれたものがあった。シャルマネセル3世は恐らくこの墓の建設作業が終わった時の王である。第3の墓には灰色のアラバスターで出来た石棺（サルコファガス）が1つあったが、骨の破片1つとビーズ1つしかなかった。蓋にある碑文から、この墓室がアッシュル・ナツィルパルおよびシャルマネセルの王妃ムリッス・ムカンニシャト・ニヌアのものであることがわかる。前室からは3つの青銅製の棺が見つかり、12人以上の様々な人骨の部位があった。これらは恐らく、主室のアラバスター製の棺への埋葬後に納められたものである。これらの青銅製の棺は浴槽を再利用したものである可能性があり、急死が相次いだか、あるいは何らかの緊急事態での埋葬で用いられたものであるかもしれない。第1の棺（Coffin 1）には未特定の王族女性と3人の子供（幼児1人、胎児2人）の人骨があり、膨大な金製品とジュエリーが入れられていた。第2の棺は金製の印章によってシャルマネセルの王妃ハマのものであることが特定された。ハマの特定を可能とした金製印章は彼女と共に埋葬され、当初は彼女の首にかけられていたと思われる。王妃ハマは18歳から20歳で死亡し、sēgallu（王妃）として役割を果たした期間は短かった。彼女の死は突然のことであったと見られ、生前に新しい墓を建設するための十分な時間がなかったことが、自身の独立した墓ではなく青銅製の棺の1つに埋葬された理由であるかもしれない。ハマの遺体は黄金の冠を身に着けていた。これはニムルドの王妃の墓の発掘で最も有名な発見の1つである。第3の棺には5人の大人の遺体があった。男性が2体、女性と推定されるものが2体、男性と推定されるものが1体である。
この特殊な棺の配置には様々な理由が考えられている。例えば、古代のある時期、略奪または他の何らかの事情により何者かが主棺に埋葬されていた遺体を前室の棺に移したなどの説がある。前室の3つの棺はドアに向けて置かれていた。この配置は、主室を泥棒に荒らされた事態が、前室でも発生するのを阻止するためのものであった。

### 第4の墓
部屋番号71と部屋番号72の間の廊下には焼成レンガの板があり、その地下に第4の墓の入口があった。この入口はアーチになっており、レンガで封鎖されていた。第4の墓の中では長方形の石棺（サルコファガス）が発見された。これは元々、4つのテラコッタの平板で封をされていた。ここから発見された遺品は僅かで、他に誰のものかわからない数本の歯が見つかった。この墓は古代に略奪を受けており、このために遺物がほとんどなくなっている。しかし、僅かに残された遺物から、他の墓と同種の埋葬がそこで行われていたことが確認できている。

## 建築的特徴と構成

### 北西宮殿
前888年頃、アッシュル・ナツィルパル2世はニムルドの北西宮殿の建設を開始した。これは彼の24年の治世の中で最も重要な建築的業績であると広く考えられている。この宮殿はその後、アッシュル市の王宮に代わってアッシリア帝国の主宮殿となった。北西宮殿は主として行政と王室の儀礼一般に用いられたが、居住空間と王室のハレムが位置していた宮殿の南翼は歴史的な陰謀の舞台ともなった。この北西宮殿の南部分は王族の女性たち、王の妻たち、家来たちの住居であった。このことから、この宮殿南部分が埋葬された王族女性に捧げられたのはそれに相応しいものであったと考えられる。
北西宮殿の建築的な美意識全体は総合美術（Gesamtkunstwerk）であり、極めて芸術的なものであるとみなされている。数多くの史料から、北西宮殿が複雑な壁面レリーフ、モースルの青い大理石（blue Mosul marble）、壁画、釉薬レンガ、細かい象牙、青銅によって装飾されていたことがわかる。北西宮殿には多くの儀式用の部屋、中庭、広大な広間、そして玉座の間があった。王および（または）王妃のためのものと思われる王室の部屋が中庭を取り巻いており、各部屋は長い廊下で繋げられていた。こうした特徴によって宮殿は開放感と広大さが感じられるものになっていたと考えられる。

### 建築技術
北西宮殿と王妃の墓の一部は泥レンガで作られており、その製法はメソポタミアの建築で一般的なものであった。泥レンガは近東で最も普及した建材であり、土・藁・水を混ぜて最長で2週間ほど天日干しすることで作られた。同じ材料からレンガ同士を接着する接着剤も作られて使用された。
アーチは古代メソポタミアでは強固な部屋の屋根を作るのに非常に一般的な建築技術で、北西宮殿の王妃の墓では4つ全てにヴォールト天井が用いられている。アーチは古代ギリシアとローマに由来すると広く考えられているが、古代エジプト人とメソポタミア人はヨーロッパよりも早く泥レンガでアーチを作っていた。王妃の墓のヴォールト天井は、恐らく石棺を水と構造的な損傷から保護するためのものであった。

## 副葬品

### 概要

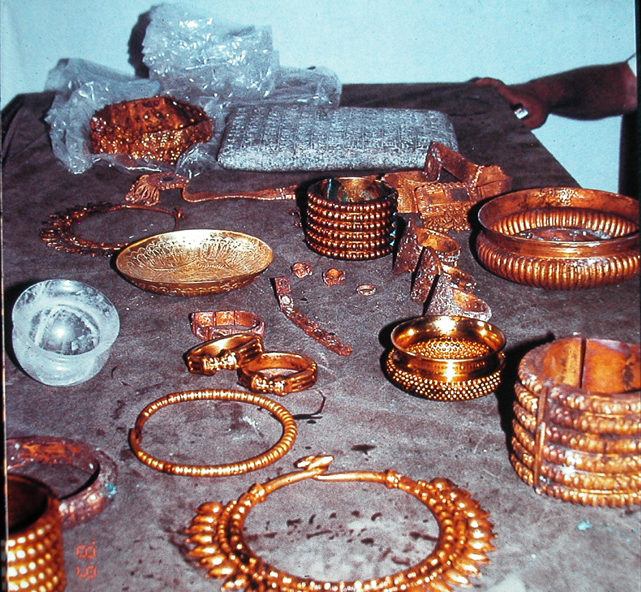
第2の墓で発見された宝物の一部。

王妃の墓の発掘で最も良く知られている要素の1つはジュエリーと装飾品の発見である。数百のイヤリング、首飾り（neck pieces）、器が発見され、衣服、頭飾り、エロティックな人形、ビーズ、アミュレット、鏡、髪飾り、ペンダント、スタンプ印章、フィビュラ、印章、ブレスレット、アームレット、アンクレット、衣服の飾りなども発見されている。多くは金で出来ているが、銀、青銅、石、木、象牙、陶器、水晶で出来たものもある。
その場に残されていたジュエリーや衣服の一部は埋葬時に身に付けられていたものであろう。学者たちはこれらの素材、技術、デザイン、配置、起源を分析し、新アッシリアの文化、関係性、社会構造、生活様式を研究している。
王妃の墓のジュエリーの発見によって新アッシリアの王妃の服飾と埋葬時の衣服についての知見が得られた。墓から発見された王妃の埋葬時の身だしなみは「頭飾り、イヤリング、少なくとも1つの首飾り（collar、torque）、またはネックレス、ビーズ、1つ以上のブレスレットのペア、最大10個までの揃いの指輪、アンクレットのペア、1つ以上のフィビュラ、鎖に繋げられた印章、そして装飾された衣服（garment）」であった。それぞれの王妃は背面に吹き流しを持った冠（diadem）と共に埋葬された。これは恐らく王妃であることを示す品であるため、この有無でそれぞれの女性が王妃であるか否か特定できる場合があるかもしれない。品々はそれぞれのサイズが異なっており、特定の個人のために制作されたものであることを示している。
新アッシリア時代のアッシリア人にとって、墓とは死後の世界の入り口であった。そして、遺体が墓に横たえらると、その魂は冥界を旅して7つの入口で門番と対面し、その後に審判の場に立つことになった。イシュタルの冥界下りの神話では、女神イシュタルは身に着けていたジュエリーと装飾品を、門番や裁判官を宥めるために渡した。この神話から、各王妃と共に埋葬された大量のジュエリーと装飾品は、王妃たちが通行料を支払い、死後の神々を宥めるためのものであったと考えられる。例として、第2の墓および第3の墓から300個以上のイヤリングが見つかっている。加えて、高い地位と関連付けられたこれらの装飾品は、死者が冥界で同様の地位に留まり続けることを確かなものとしたことであろう。記録からは、墓荒らしが懸念されていたことを見て取ることができ、墓から副葬品が取り払われてしまうと、埋葬者の死後の世界における社会的地位と特権が失われると考えられていた。この考えはイシュタルの冥界下りの神話にも反映されており、彼女はレガリアを無理やり奪われた後、その力と女王としてのアイデンティティを喪失している。

### 第1の墓
第1の墓には特筆すべき数の印章があったが、頭飾りやアンクレットは見つかっていない。このことは埋葬者の地位の低さを示すものであるかもしれず、あるいはより古い様式（前9世紀）、または略奪の結果であるかもしれない。
遺物は以下のとおり（品名は全てフセインのリストからの直接引用である。詳細な説明と発見位置についてはフセインのリストを参照されたい）
- 印章（Seals）
- 鎖（Chain）
- フィビュラ（Fibula）
- 指輪とブレスレット（Rings and Bracelet）
- イヤリング（Earrings）
- ビーズ（Beads）
- アミュレット/ペンダント（Amulets/Pendants）
- エロティックな人形（Erotic Figurines）
- アラバスターや他の素材の小瓶（Alabastra and Other Small Bottles）

### 第2の墓

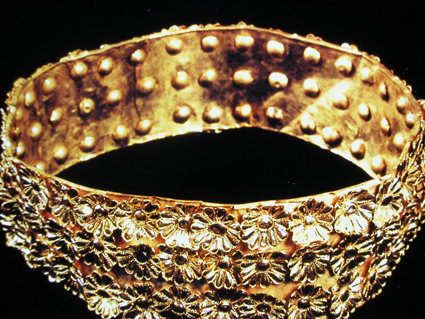
第2の墓で発見された黄金の冠。

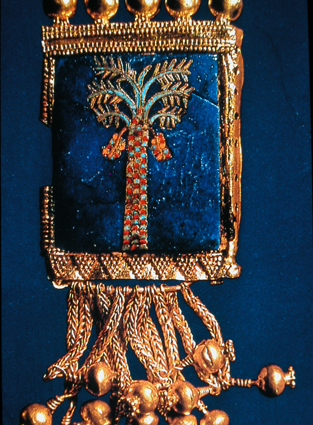
第2の墓で発見されたヤシをあしらった飾り板。

第2の墓は王妃の墓の中で最も損傷が少なく豊富な品々とジュエリーがあった墓である。ここから新アッシリアの王室の埋葬について最も完全な情報を得ることができる。
遺物は以下のとおり（品名は全てフセインのリストからの直接引用である。詳細な説明と発見位置についてはフセインのリストを参照されたい）
- 金の王冠（Gold Crown）
- 冠の断片（Diadem Segments）
- 金の器（Gold Bowls）
- 11個の金の小瓶（Eleven Small Golden Vials）
- 透明な水晶の杯（Rock Crystal Vessels）
- 鏡（Mirrors）
- イヤリング（Earrings）
- 首飾りとネックレス（Collars, Torcs, and Necklaces）
- 髪飾り（Hair Ornaments）
- ペンダント（Pendants）
- 金の鎖（Gold Chains）
- ブレスレット/アームレット（Bracelets/Armlets）
- 指輪（Rings）
- アンクレット（Anklets）
- 服飾り（Clothing Ornaments）
- その他の金製品（Other Gold Objects）
- 銀製品（Silver Objects）
- 銅/青銅製品（Copper/Bronze Objects）
- 石製品（Stone Objects）
- 象牙、骨および木製品（Ivory, Bone and Wood Objects）
- 陶器類（Ceramic Items）

### 第3の墓

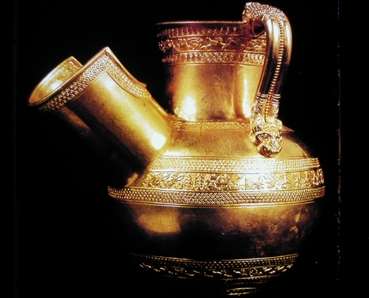
第3の墓でみつかった金の水差し。

第3の墓の主棺は激しく荒らされており、骨の断片1つと僅かなビーズしか残されていなかった。第1の棺にはほぼ金で作られた大量のジュエリーが納められていた。第2の棺には極めて例外的で有名な遺物がいくつか残されていた。小柄な女性がザクロと有翼の神霊で装飾された大型の帽子型の冠を被って納められていた。彼女は印章によって王妃ハマであることが特定されている。
遺物（品名は全てフセインのリストからの直接引用である。詳細な説明と発見位置についてはフセインのリストを参照されたい）
- 第1の棺
  - イヤリング（Earrings）
  - ブレスレット/アンクレット（Bracelets/Anklets）
  - 指輪（Rings）
  - 雑多な石製品（Miscellaneous Stone Objects）
- 第2の棺
  - 金の杯（Gold Vessels）
  - ジュエリー（Jewellery）
  - イヤリング（Earrings）
  - 首飾りとネックレス（Torcs and Necklaces）
  - 金のフィビュラ（Gold Fibula）
  - ブレスレット/アームレットとアンクレット（Bracelets/Armlets and Anklets）
  - 指輪（Rings）
  - 服飾り（Clothing Ornaments）
  - 石製品、陶器、木製品（Objects of Stone, Pottery, and Wood）
- 第3の棺
  - イヤリング/指輪（Earrings/Rings）
  - ペンダントとネックレス/ビーズ（Pendants and Necklaces/Beads）
  - フィビュラ（Fibula）
  - ブレスレット（Bracelet）
  - 銅/青銅製品（Copper/Bronze Objects）
  - 石製品（Stone Objects）
  - カラス/ファイアンス（Glass/Faience）
  - 象牙、木製品、貝製品（Ivory, Wood, and Shell Objects）
  - 陶器（Pottery）

王妃ハマ
恐らく彼女の首に付けられていたスタンプ印章のあるペンダントと、著名な王冠が彼女の頭上にあったことから、シャルマネセル3世の王妃でアダド・ニラリ3世の義娘であるハマが特定されている。彼女は第3の墓の第2の棺の唯一の、かつ主被葬者である。このことは女王に相応しい金製品と貴重なジュエリーが彼女と共に埋葬されていたことによってさらに裏付けられる。これらはまた第1の墓と第2の墓の王室の埋葬品と同様のものである。ハマは若くして死亡したために埋葬の準備期間がほとんどなかったと考えられ、このことが彼女の埋葬位置が通常と異なる理由であろう。
王冠

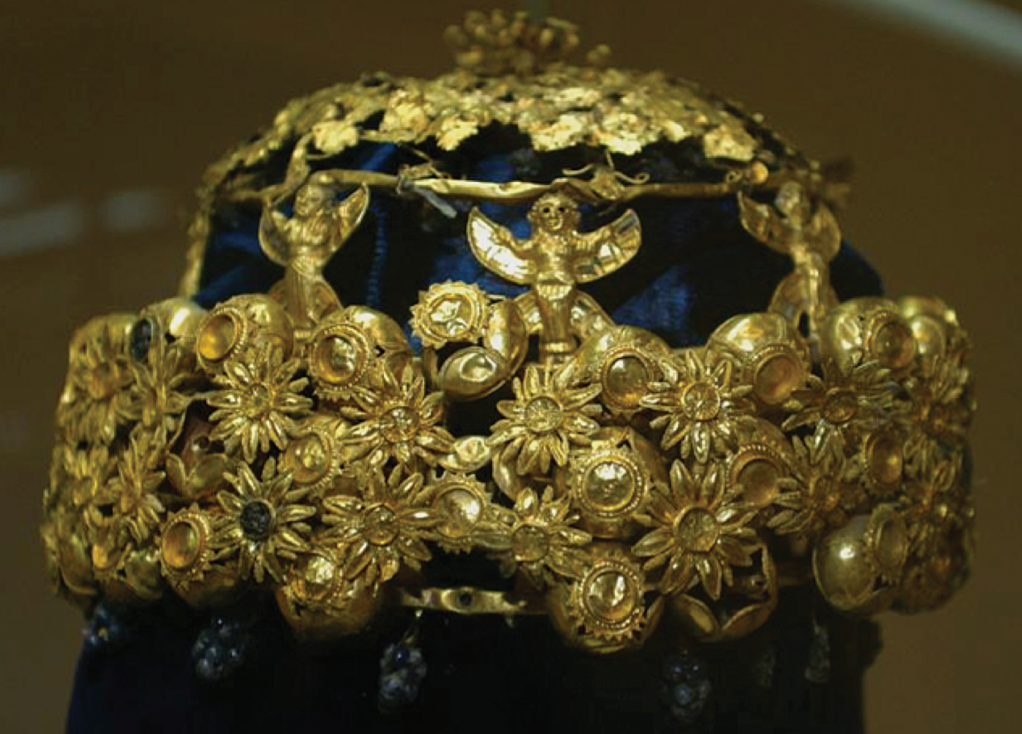
ハマの王冠。

ハマの王冠はニムルドの王妃の墓の象徴となっている。金とラピスラズリで出来た帽子型の王冠は歴史上に類例がなく、他の墓の王妃たちの吹き流し付きの冠（dorsal diadems）、図像、そしてハマのスタンプ印章とは異なる独特のものである。その長径は24センチメートルであり、この王冠は吹き流し付きの冠か手の込んだ髪型、もしくは土台の上から被るものであったとも考えられる。王冠の図像（金の葉、花、ブドウ、翼のある女性の神霊）は西シリアまたは東キリキアに起源を持つと思われる。しかし、新アッシリアの王妃の衣服と装飾品の図像と非常によく似ていることから、冠自体はアッシリアに起源を持つと考えられている。
スタンプ印章

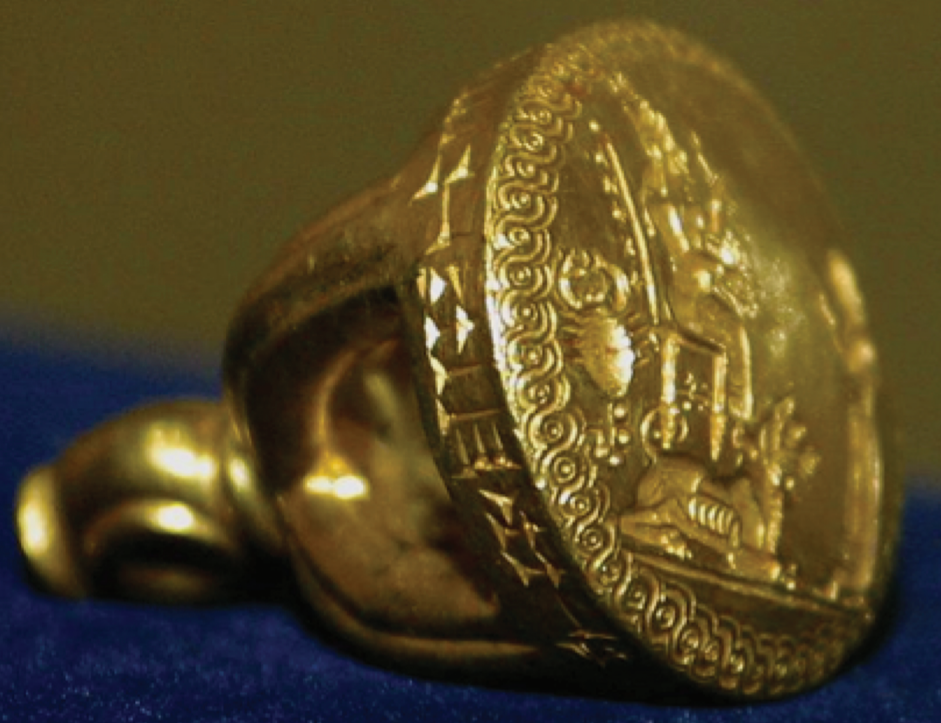
ハマの印章。

第3の墓で見つかった金製印章には「šá míḫa-ma-a munuS.é.GaL šá mšul-man- maš man kur aš kal!-lat mu-érin.daḫ」（アッシリアの王シャルマネセルの王妃、アダド・ニラリの義娘、ハマのもの）という碑文が刻まれており、これによってハマが特定されている。スパリアー（Spurrier）はこのスタンプ印章について「玉座に座す女神に対し、敬虔な姿で立って礼拝する女性を描いている。礼拝者はほぼ確実に王妃自身であろう」と描写している。玉座に座る女神の隣には動物、背後には大きなサソリが描かれている。この動物は当初イヌであると解釈されていたが、その後ライオンであると考えられるようになった。この解釈の更新から、女神もグラ（Gula）女神ではなく新アッシリアの主要な女神でアッシュル神の妻であるムリッス（Mullissu）であると解釈すべきであろう。さらに3つのスタンプ印章と2つの円筒印章もハマと共に見つかっている。

### 第4の墓
第4の墓は激しく荒らされており、衣服とジュエリーの断片が僅かに残されているのみである。このため、この墓自体から直接、新アッシリアの埋葬習慣を知ることはできない。しかし、残存する要素は他の王妃の墓と同様のものである。
遺物（品名は全てフセインのリストからの直接引用である。詳細な説明と発見位置についてはフセインのリストを参照されたい）
- 銀の容器（Silver Bowls）
- スタンプ印章（Stamp Seals）
- ジュエリー（Jewelry）
- 鏡（Mirror）
- 陶器製品（Ceramic Items）
- 織物（Textile）

## 破壊
2015年4月11日、ISIL（イラク・レヴァントのイスラム国）は手持ち工具、電動工具、爆薬を用いてニムルドの古代遺跡、美術品、彫刻類（sculpture, carvings）を破壊する動画を公表した。動画の解析により、この破壊は複数回、別々に行われたことが明らかになった。画像から、新アッシリアの浮き彫りの山が2015年3月7日の時点では存在していた可能性があることがわかる。北西宮殿は2015年4月1日以降までは破壊されていなかった。しかし、衛星画像によってこの破壊が実行されたことと、北西宮殿が地均しされたことが確認された。UNESCOはこのニムルドの破壊は「戦争犯罪である」と声明を出した。この歴史の棄損と破壊は、イラクの文化遺産の意図的な抹消である。ISILはニムルドの前イスラム期の偶像崇拝的図像と建築を糾弾し、シリアとイラクの他の歴史的な遺跡も破壊した。
2015年のニムルドでの破滅的な爆破以降、発掘済みの王妃の墓が残っているかどうかは確認されていない。